# Passiflora jilekii
Passiflora jilekii Wawra – gatunek rośliny z rodziny męczennicowatych (Passifloraceae Juss. ex Kunth in Humb.). Występuje endemicznie w Brazylii (w stanach Espírito Santo, Minas Gerais, Rio de Janeiro, São Paulo, Paraná oraz Santa Catarina). 

## Morfologia
PokrójZdrewniałe, trwałe, nagie liany.
LiściePodłużnie lancetowate lub owalnie lancetowate, sercowate lub ostrokątne u podstawy, skórzaste. Mają 6–15 cm długości oraz 3,5–7,5 cm szerokości. Całobrzegie, z tępym lub ostrym wierzchołkiem. Ogonek liściowy jest nagi i ma długość 15–40 mm. Przylistki mają 2 mm długości.
KwiatyZebrane w pary. Działki kielicha są podłużnie, białawe, mają 1,5–2 cm długości. Płatki są podłużne, białe, mają 1,3–1,8 cm długości. Przykoronek ułożony jest w dwóćh rzędach, purpurowobrunatny, ma 1–2 mm długości.
OwoceSą jajowatego lub prawie kulistego kształtu. Mają 3–4 cm średnicy.